# Igreja de São João do Souto

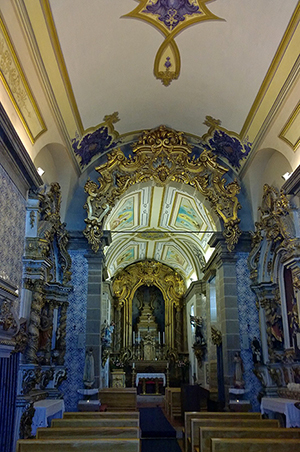
Interior da Igreja de São João do Souto. Braga. Portugal

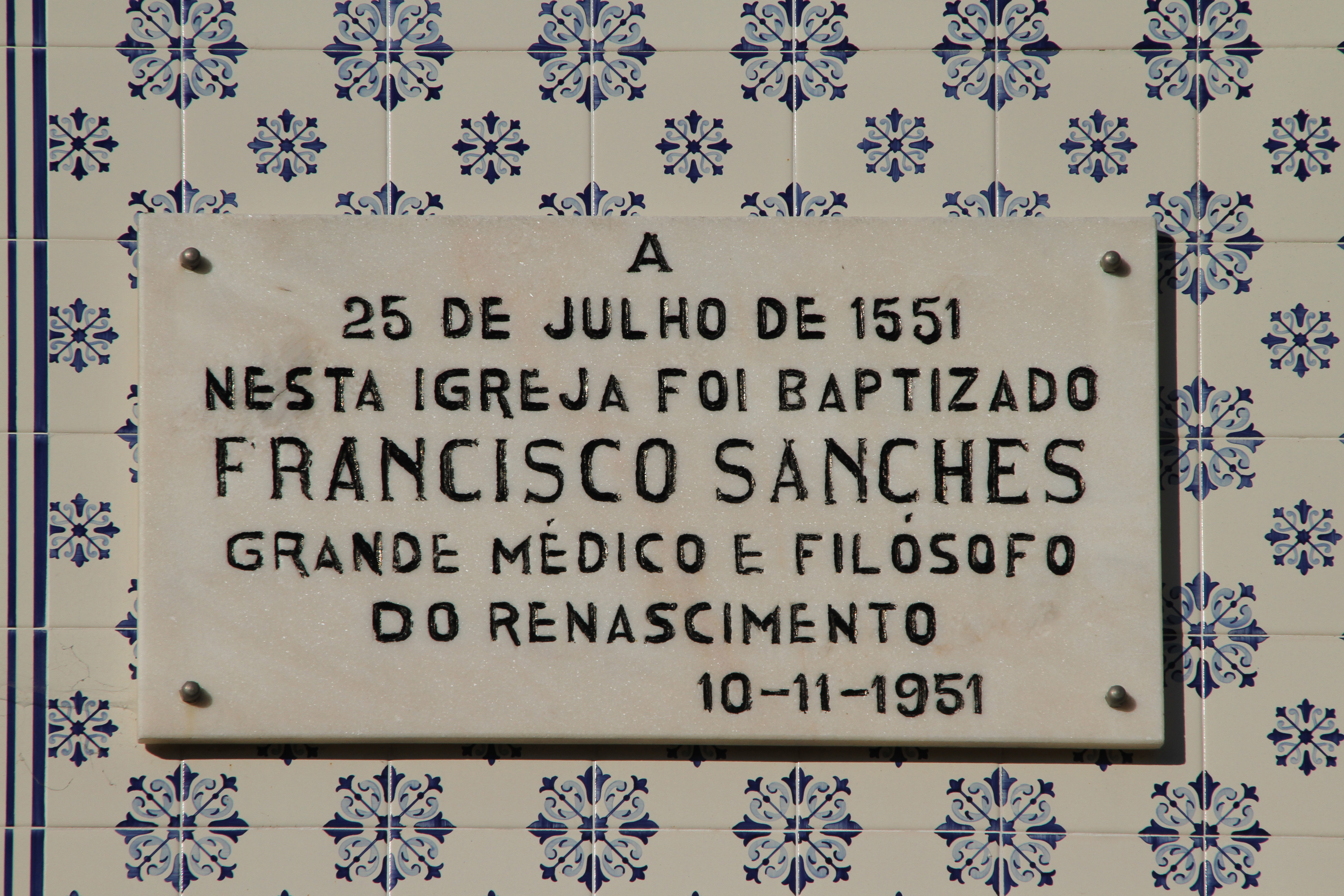
Placa comemorativa do batismo de Francisco Sanches

A Igreja de São João do Souto situa-se em Braga e foi construída, na sua forma atual, no final do século XVIII.
A primitiva igreja foi construída no século XII. Foi doada ao arcebispo de Braga D. João Peculiar por Pedro Aurives e sua mulher Gelvira Midiz em 12 de Julho de 1161. Nessa igreja foi baptizado Francisco Sanches.
A actual igreja foi construída pelo arcebispo D. Gaspar de Bragança e está ligada à Capela dos Coimbras.
O orago da igreja é S. João Baptista e foi aqui que nasceram aquelas que são hoje as grandiosas Festas do São João de Braga.